# Federació del Jura
La Federació del Jura fou la secció anarquista més important de la Primera Internacional basada principalment en el rellotgers de la serralada del Jura, a Suïssa. La Federació de la Jura fou expulsada juntament amb altres seccions anarquistes de la Primera Internacional després del Congrés de la Haia (1872). El moviment es dissolgué el 1880.

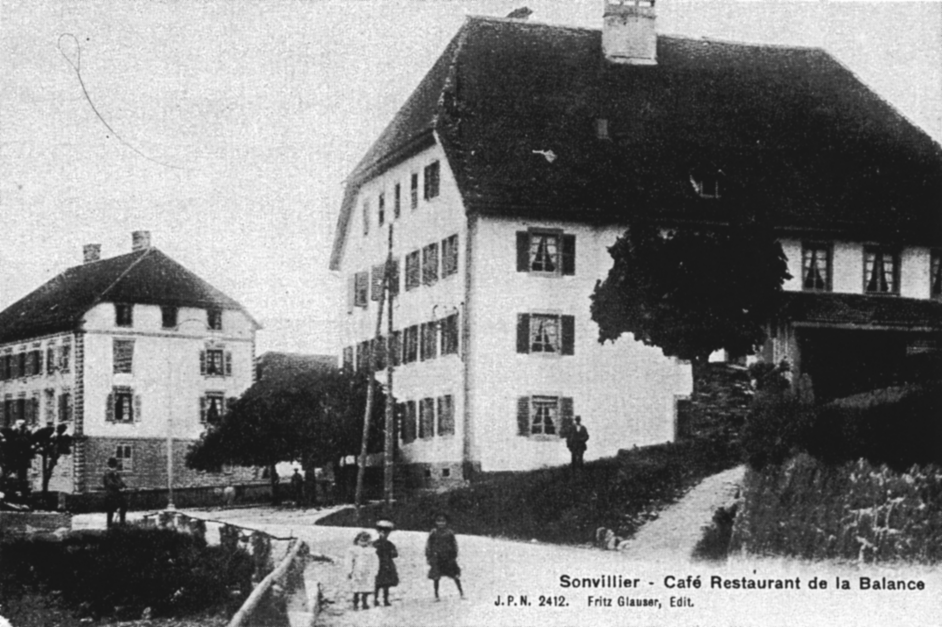
LHôtel de la Balance de Sonvilier fou el lloc on es fundà la federació del Jura, el 12 de novembre de 1871

El grup començà a finals dels seixanta del segle xix, com una associació de fabricants de rellotges i des del principi tenia fortes conviccions socialistes i anti-estatistes, que es consolidaren amb l'ajuda de Mikhaïl Bakunin. Després de l'escissió entre marxistes i bakuninistes el 1872 a la Primera Internacional, la Federació esdevingué el bulliciós centre de l'esperit revolucionari dels bakuninistes. El Pacte de Sant Imier, acte de naixement de la Internacional Antiautoritària, aprovat el 15 de setembre de 1872 com a part d'un congrés extraordinari convocat urgentment per la Federació del Jura a conseqüència del Congrés de l'Associació Internacional a la Haia.
Entre els col·laboradors, hi hagué molts dels anarquistes de l'època com el suís Spichiger Schwitzguebel, els francesos Elisée Reclus, Lefrançais, Pindy, Brousse i Malon, els italians Errico Malatesta i Carlo Cafiero, els russos Piotr Kropotkin i Jukovski, entre d'altres.

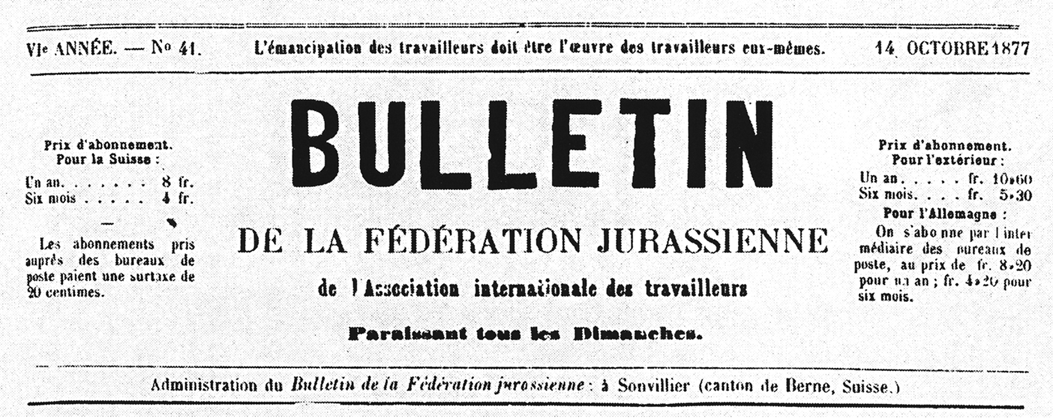
Capçalera de la revista Bulletin de la Fédération Jurassienne

Els anarquistes de la Federació, com en James Guillaume, desenvoluparen un paper clau en la conversió anarquista de Piotr Kropotkin. En Memòries d'un revolucionari, Kropotkin escrigué:
... les relacions igualitàries que vaig trobar a la Serralada del Jura, la llibertat d'acció i pensament que vaig veure desenvolupar entre els treballadors, i la seva il·limitada devoció per la causa, van tocar fortament els meus sentiments; i quan vaig haver de deixar les muntanyes, després de romandre una setmana amb els rellotgers, la meva visió del socialisme va ser establerta. Jo era un Anarquista...
James Guillaume s'encarregà de la revista de l'associació, Le Bulletin de la Fédération Jurassienne, en la qual participaren un gran nombre d'articulistes de tot Europa i, malgrat la seva poca durada, tingué una forta influència en el moviment anarquista.
La reestructuració de la indústria rellotgera a causa de la mecanització i l'emigració James Guillaume a París (1878) accelerà la desaparició de la Federació del Jura, que feu el seu últim congrés el 1880.